# 572 Ребекка
572 Ребекка (572 Rebekka) — астероїд головного поясу, відкритий 19 вересня 1905 року Паулєм Ґьотцом у Гейдельберзі.